# 隼走
隼 走（はやぶさ はしる）は、漫画『ドカベン』に登場する架空の人物。アニメ版の声優は塩沢兼人。

## 来歴・人物
- 東東京・ブルートレイン学園（BT学園）のエース。かなりの俊足を誇る1番打者でもある。
- 球自体は遅く、それほど高い実力ではない。だが、ナイターになると、照明を利用した「消える」スローカーブを投げるなど極端に強くなるクセ者。ボークと紙一重のトリック牽制も得意。
- 名前の由来はブルートレイン「はやぶさ」。
- 2004年、東京スーパースターズにテスト入団。当初は先発ローテーションに入っていたが、2005年以降はほとんど登場しなかった（2008年以降は再び出番が増えてきている）。
- 2008年の日本シリーズ第一戦で、打者一人で降板した里中智に代わりリリーフ登板し、里中対策に左打者を並べてきた巨人に対し好投した。また、その俊足から足利速太に次ぐ代走要員としても活躍している。

## 背番号
- 19（2004年 - ）